# Seuillet
Seuillet es una comuna francesa situada en el departamento de Allier, en la región de Auvernia-Ródano-Alpes.

## Demografía
| 325 | 354 | 265 | 325 | 385 | 418 | 483 |
| Para los censos de 1962 a 1999 la población legal corresponde a la población sin duplicidades (Fuente: INSEE [Consultar]) |     |     |     |     |     |     |